# Југофобија
Југофобија је израз који у свом најширем значењу означава мржњу, антипатију или непријатељски став према Југославији, Југославенима, југословенској идеји или Јужним Словенима уопштено. Појављује се у три главна облика/значења.
У свом најширем смислу се појављује у европским државама и манифестује се кроз негативан став према Јужним Словенима који се описују као "примитивци", "варвари", лењивци и криминалци, односно "заостали" народи склони дивљачким племенским сукобима, национализму, насиљу и свим негативним појавама које је "цивилизована" Европа прерасла. Најкарактеристичнији облик такве предрасуде је кориштење израза Југоси или југомафија.
У ужем смислу се користи како би се описао као негативан став према Југославији и особама који се изјашњавају као Југословени у државама насталим распадом бивше Југославије. Под тиме се подразумевају феномени који су своје најекстремније облике имали у време и непосредно након распада; један од примера је сама забрана спомињања назива "Југославија" у службеним историјама, као и непризнавања такозване синкретистиче југословенске националне мањине. У данашње време се тумачи као својеврсна реакција на "велико српски" империјализам краља Александра I Карађорђевића, југоносталгију, самоуправни социјализам, титоизам и слобизам.
У трећем, још ужем смислу, југофобија служи као пежоративни израз, којим се из левих и либералних кругова описују радикални националисти који у обнови било каквих веза међу државама бивше Југославије виде пут према обнови Југославије, односно губитку суверенитета новостворених држава.